# Antiatomo
Si definisce antiatomo un atomo composto di antimateria anziché di normale materia. In altre parole l'antiatomo è costituito da un nucleo di antiprotoni e antineutroni circondato da positroni.
Le proprietà fisico-chimiche di un antiatomo (considerato nella sua interezza ed allo stato elettricamente neutro) non differiscono minimamente da quelle di un atomo composto dalla materia ordinaria. Ciò significa che gli antiatomi possono legarsi fra loro per formare composti e  subire reazioni chimiche.
Negli ultimi anni, nei grandi acceleratori di particelle (per esempio al CERN di Ginevra) sono stati prodotti antiatomi, attraverso la produzione di antiparticelle che si sono poi unite a formare un antiatomo ed intrappolarlo per quindici minuti. Questi hanno una vita di qualche frazione di secondo, in quanto si annichilano immediatamente con gli atomi dei materiali di cui è costituito l'acceleratore stesso. Infatti, essendo gli antiatomi elettricamente neutri come gli atomi ordinari, non è nemmeno possibile imbrigliarli con campi elettromagnetici.
Gli antiatomi, in quanto composti da antimateria, si comportano in modo opposto alla materia ordinaria per quanto riguarda la forza elettromagnetica, la forza nucleare debole e la forza nucleare forte, ma si comportano in modo analogo nelle interazioni gravitazionali.